# Dozza
Dozza (emilián nyelven Dåzza, romanyol nyelven Doza) település Olaszországban, Emilia-Romagna régióban, Bologna megyében. Lakosainak száma 6582 fő (2023. január 1.). Dozza Casalfiumanese, Castel San Pietro Terme, Castel Guelfo di Bologna és Imola községekkel határos.

## Népesség
A település lakossága az elmúlt években az alábbi módon változott:
| Lakosok száma | 5886 | 6588 | 6582 |
|               | 2004 | 2018 | 2023 |